# Zagórnik (Andrychów)

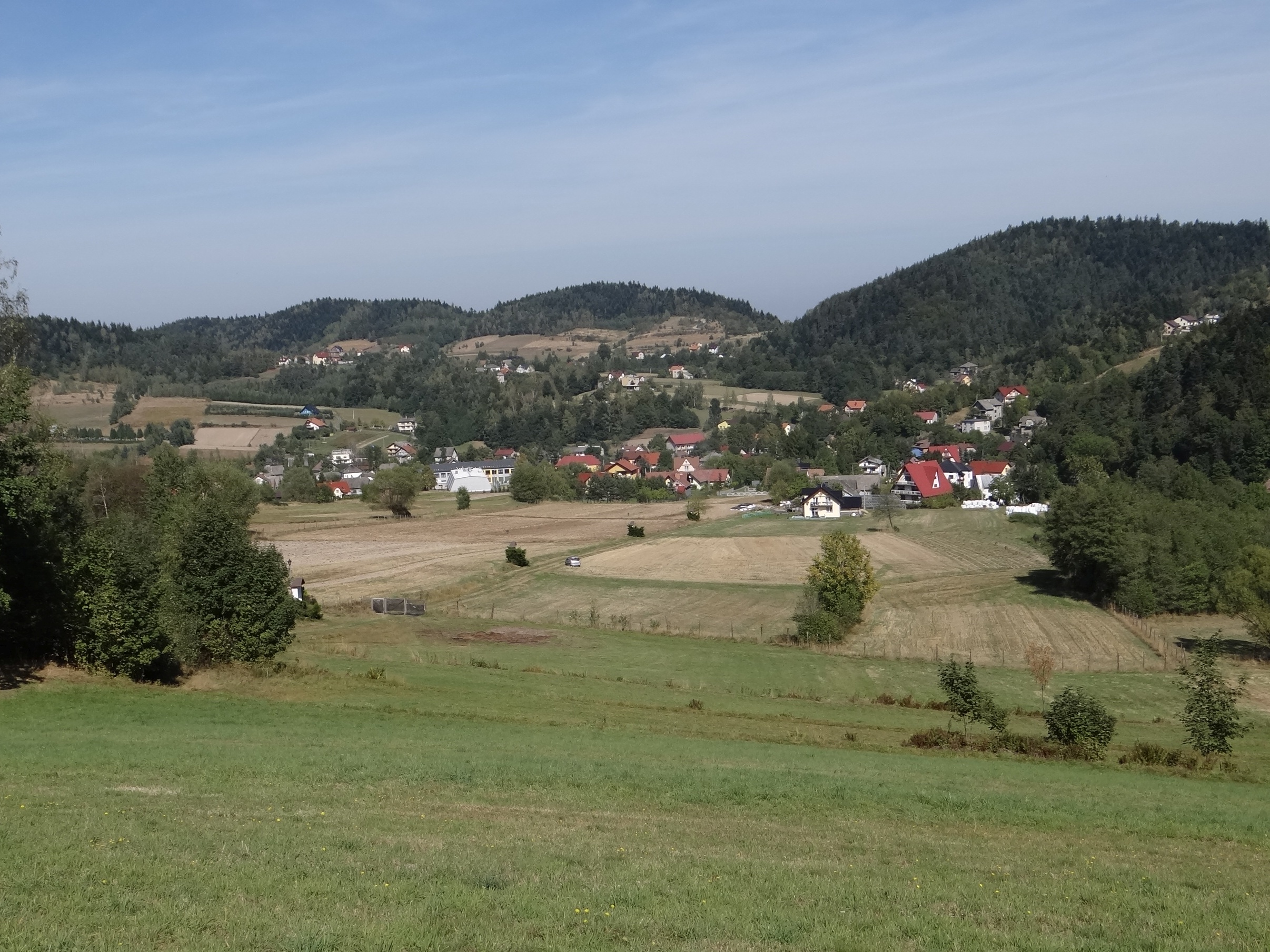
Ortsansicht

Zagórnik ist eine Ortschaft mit einem Schulzenamt der Gemeinde Andrychów im Powiat Wadowicki der Woiwodschaft Kleinpolen, Polen.

## Geographie
Zagórnik liegt unter den Kleinen Beskiden (Beskid Mały).
Nachbarorte sind die Stadt Andrychów im Nordwesten, Inwałd im Norden, Kaczyna im Osten, Rzyki im Süden, Sułkowice im Südwesten.

## Geschichte
Der Ort entstand im 14. Jahrhundert. Der erste Besitzer war Zacusius Ligęza, der Neffe von Jakub Urdzen, der im Jahre 1318 die Kirche in Inwałd erbaute. Der Name stammt aus der Lage des Dorfes: za górą, hinter dem Berg.
Politisch gehörte das Dorf ursprünglich zum Herzogtum Auschwitz, dies bestand ab 1315 in der Zeit des polnischen Partikularismus. Seit 1327 bestand die Lehnsherrschaft des Königreichs Böhmen. Seit 1445 gehörte es zum Herzogtum Zator, dieses wurde im Jahr 1494 an Polen verkauft.
Bei der Ersten Teilung Polens kam Zagórnik 1772 zum neuen Königreich Galizien und Lodomerien des habsburgischen Kaiserreichs (ab 1804).
1918, nach dem Ende des Ersten Weltkriegs und dem Zusammenbruch der k.u.k. Monarchie, kam Zagórnik zu Polen. Unterbrochen wurde dies nur durch die Besetzung Polens durch die Wehrmacht im Zweiten Weltkrieg. Es gehörte dann zum Landkreis Bielitz im Regierungsbezirk Kattowitz in der Provinz Schlesien (seit 1941 Provinz Oberschlesien).
Von 1975 bis 1998 gehörte Zagórnik zur Woiwodschaft Bielsko-Biała.
Die erste gemauerte Kapelle wurde im Jahre 1811 erbaut. Im Jahre 1982 wurde die römisch-katholische Pfarrei errichtet.